# Indira Varma
Indira Anne Varma (Bath, 27 settembre 1973) è un'attrice britannica di origini indiane, celebre per aver interpretato Niobe nella serie televisiva Roma ed Ellaria Sand nella serie Il Trono di Spade.

## Biografia
Figlia unica, ad aumentare la fama dell'attrice è il ruolo di Ellaria Sand nella serie televisiva firmata HBO, Il Trono di Spade al fianco dell'attore Pedro Pascal (Oberyn Martell). Nel 2013 presta la propria voce al personaggio di Vivienne nel videogioco targato BioWare Dragon Age: Inquisition, terzo capitolo della saga di Dragon Age. Molto attiva anche in campo teatrale, nel 2020 ha vinto il Laurence Olivier Award alla miglior attrice non protagonista per Il divo Garry all'Old Vic di Londra.
È sposata con Colin Tierney, da cui ha avuto la figlia Evelyn.

## Filmografia

### Cinema
- Kamasutra (Kama Sutra: A Tale of Love), regia di Mira Nair (1996)
- Clancy's Kitchen, regia di Duncan Roy (1997)
- Sixth Happiness, regia di Waris Hussein (1997)
- Jinnah, regia di Jamil Dehlavi (1998)
- Mad Dogs, regia di Ahmed A. Jamal (2002)
- Matrimoni e pregiudizi (Bride and Prejudice), regia di Gurinder Chadha (2004)
- Basic Instinct 2, regia di Michael Caton-Jones (2006)
- Tutti i numeri del sesso (Sex and Death 101), regia di Daniel Waters (2007)
- Mindscape, regia di Jorge Dorado (2013)
- Exodus - Dei e re (Exodus: Gods and Kings), regia di Ridley Scott (2014)
- Una, regia di Benedict Andrews (2017)
- Close, regia di Vicky Jewson (2019)
- Official Secrets - Segreto di stato (Official Secrets), regia di Gavin Hood (2019)
- L'unico e insuperabile Ivan (The One and Only Ivan), regia di Thea Sharrock (2020)
- Silent Hours, regia di Mark Greenstreet (2020)
- Confini e dipendenze (Crisis), regia di Nicholas Jarecki (2021)
- Mission: Impossible - Dead Reckoning, regia di Christopher McQuarrie (2023)

### Televisione
- Crucial Tales – miniserie TV (1996)
- Psychos – miniserie TV (1999)
- Zehn wahnsinnige Tage – film TV (2000)
- Other People's Children – serie TV (2000)
- In a Land of Plenty – serie TV, 4 episodi (2001)
- The Whistle-Blower – film TV (2001)
- Attachments – serie TV, 4 episodi (2000-2001)
- Rockface – serie TV, episodio 2x05 (2003)
- The Canterbury Tales – serie TV, 1 episodio (2003)
- Reversals – film TV (2003)
- Donovan – serie TV (2004)
- Love Soup – serie TV, episodio 1x04 (2005)
- A Waste of Shame: The Mystery of Shakespeare and His Sonnets – film TV (2005)
- Broken News – serie TV, 6 episodi (2005)
- Little Britain – serie TV, 3 episodi (2005)
- Roma (Rome) – serie TV, 14 episodi (2005-2007)
- Bring Something Back: The Making of 'The Quatermass Experiment' – documentario TV (2005)
- The Inspector Lynley Mysteries – serie TV, 1 episodio (2006)
- Torchwood – serie TV, 2 episodi (2006)
- 3 libbre (3 lbs) – serie TV, 6 episodi (2006)
- The Whistleblowers – serie TV, 6 episodi (2007)
- Comanche Moon – miniserie TV (2008)
- Law & Order: Criminal Intent – serie TV, episodio 7x14 (2008)
- Bones – serie TV, episodio 4x01 (2008)
- Moses Jones – miniserie TV, 3 episodi (2009)
- Hustle - I signori della truffa (Hustle) – serie TV, episodi 6x01-6x06 (2010)
- Luther – serie TV, 7 episodi (2010)
- Human Target – serie TV, 13 episodi (2010-2011)
- Silk – serie TV, 6 episodi (2012)
- Mondo senza fine (World Without End), regia di Michael Caton-Jones – miniserie TV (2012)
- Hunted – serie TV, 6 episodi (2012)
- What Remains, regia di Coky Giedroyc – miniserie TV (2013)
- Il Trono di Spade (Game of Thrones) – serie TV, 13 episodi (2014-2017)
- New Blood – serie TV, 2 episodi (2016)
- Paranoid – serie TV, 8 episodi (2016)
- Patrick Melrose, regia di Edward Berger – miniserie TV (2018)
- Carnival Row – serie TV, 8 episodi (2019)
- For Life – serie TV, 18 episodi (2020-2021)
- Obi-Wan Kenobi – miniserie TV (2022)
- The Capture – serie TV, 6 episodi (2022)
- Ossessione (Obsession), regia di Glenn Leyburn e Lisa Barros D'Sa – miniserie TV (2023)
- Extrapolations – serie TV, episodio 1x04 (2023)
- Doctor Who – serie TV, episodio 1x06 (2024)
- Disclaimer - La vita perfetta (Disclaimer), regia di Alfonso Cuarón – miniserie TV (2024)

### Doppiatrice
- Creature Commandos - serie animata, 7 episodi (2024)

## Teatro (parziale)
- Otello di William Shakespeare, regia di Sam Mendes. National Theatre di Londra (1997)
- Tre sorelle di Anton Čechov, regia di Dominic Dromgoole. Royal Theatre di Northampton, Trafalgar Studios di Londra (1999)
- Alla ricerca del tempo perduto da Marcel Proust, adattamento di Harold Pinter, regia di Di Trevis. National Theatre di Londra (2000)
- The Country di Martin Crimp, regia di Katie Mitchell. Royal Court Theatre di Londra (2000)
- Ivanov di Anton Čechov, regia di Katie Mitchell. National Theatre di Londra (2004)
- La dodicesima notte di William Shakespeare, regia di Michael Grandage. Donmar Warehouse di Londra (2008)
- Danza di morte di August Strindberg, regia di Titas Halder. Trafalgar Studios di Londra (2013)
- Tito Andronico di William Shakespeare, regia di Lucy Bailey. Globe Theatre di Londra (2014)
- Uomo e superuomo di George Bernard Shaw, regia di Simon Godwin. National Theatre di Londra (2015)
- The Treatment di Martin Crimp, regia di Lyndsey Turner. Almeida Theatre di Londra (2017)
- Il re muore di Eugène Ionesco, regia di Patrick Marber. National Theatre di Londra (2018)
- Il divo Garry di Noël Coward, regia di Matthew Warchus. Old Vic di Londra (2019)
- Il gabbiano di Anton Čechov, regia di Jamie Lloyd. Playhouse Theatre di Londra (2020)
- Il guaritore di Brian Friel, regia di Matthew Warchus. Old Vid di Londra (2020)
- Macbeth di William Shakespeare, regia di Simon Godwin. Tour britannico e statunitense (2024)
- Edipo di Sofocle, adattamento di Ella Hickson, regia di Hofesh Shechter e Matthew Warchus. Old Vic di Londra (2025)

## Doppiatrici italiane
Nelle versioni in italiano delle opere in cui ha recitato, Indira Varma è stata doppiata da:
- Francesca Fiorentini in Roma, Basic Instinct 2, Luther, Hustle - I signori della truffa, Carnival Row, Official Secrets - Segreto di stato, Ossessione, Disclaimer - La vita perfetta
- Francesca Manicone ne Il Trono di Spade, Obi-Wan Kenobi, Extrapolations, Mission: Impossible - Dead Reckoning
- Laura Boccanera in Hunted, 3 libbre
- Claudia Catani in Patrick Melrose, For Life
- Giuppy Izzo in Kamasutra
- Roberta Bosetti in Law & Order: Criminal Intent
- Sabrina Duranti in Bones
- Emanuela Baroni in Human Target
- Chiara Colizzi in Exodus - Dei e re
- Deborah Ciccorelli in Paranoid
- Barbara De Bortoli in Close
- Licia Amendola ne L'unico e insuperabile Ivan
- Stella Musy in Torchwood
- Ilaria Latini in Doctor Who